# Shīraj Maḩalleh-ye Bozorg
Shīraj Maḩalleh-ye Bozorg (persiska: شیرج محله بزرگ) är en ort i Iran.   Den ligger i provinsen Mazandaran, i den norra delen av landet, 130 km norr om huvudstaden Teheran. Antalet invånare är 372.
Terrängen runt Shīraj Maḩalleh-ye Bozorg är platt åt nordost, men åt sydväst är den kuperad. Runt Shīraj Maḩalleh-ye Bozorg är det ganska tätbefolkat, med 116 invånare per kvadratkilometer. Närmaste större samhälle är Tonekābon, 6,9 km nordväst om Shīraj Maḩalleh-ye Bozorg. Trakten runt Shīraj Maḩalleh-ye Bozorg består till största delen av jordbruksmark.